# Paul Rudolf Henning
Paul Rudolf Henning, född 15 augusti 1886 i Berlin, död där 11 oktober 1986, var en tysk skulptör och arkitekt inom den modernistiska arkitekturen.
Henning gjorde 1916 en resa till Zürich i Schweiz och han fick anslut till konstnärsgruppen som hade utvecklad Dadaism. Hans skulpturer var verk inom expressionism. Henning blev 1919 medlem i „Arbeitsrat für Kunst“ som grundades av Bruno Taut där även Walter Gropius var medlem. Han var en meningsfrände av arkitekturstilen Neues Bauen och skapade olika bostadsområden i Berlin. Några av hans verk var projekt tillsammans med Emil Schaudt och Otto Rudolf Salvisberg. Han formade bland annat kvarteret i stadsdelen Baumschulenweg (stadsdelsområdet Treptow-Köpenick) där han själv bodde ett kvarter i Metastraße i stadsdelen Lichtenberg. Henning var delaktig i Grosssiedlung Siemensstadt där arkitekterna Hans Scharoun och Martin Wagner var huvudansvarig. Byggkomplexet ingår sedan 2008 i världsarvet Berlins modernistiska bostadsområden.
Vid nazisternas maktövertagande 1933 stannade han i Tyskland men han fick endast utföra industribyggnader i samma stil som förut. Andra av hans arbeten fick en karaktär som liknade nazisternas föreställningar. Efter Andra världskriget återgick Henning till den modernistiska stilen.

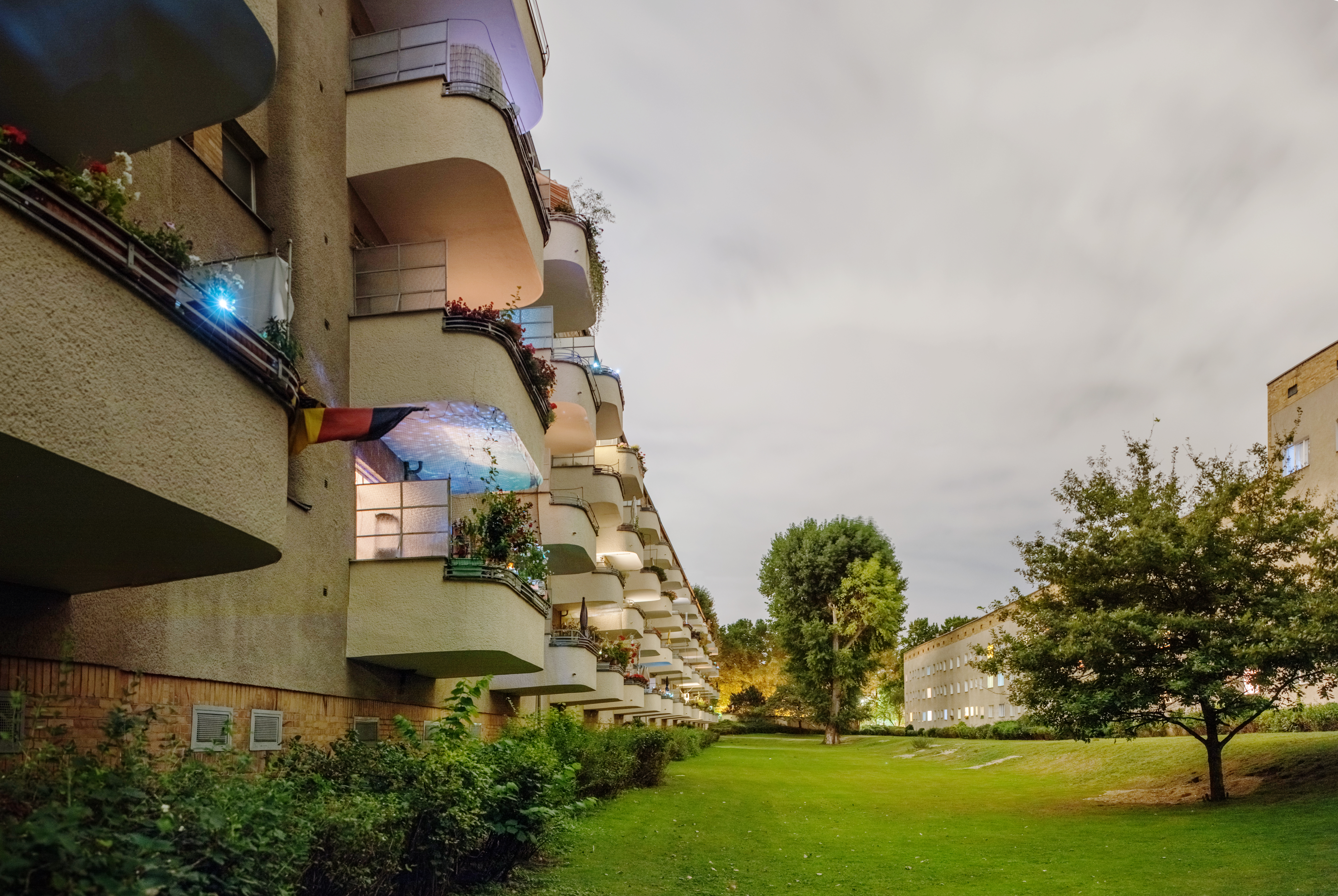
Byggnader i Siemensstadt av Paul Rudolf Henning
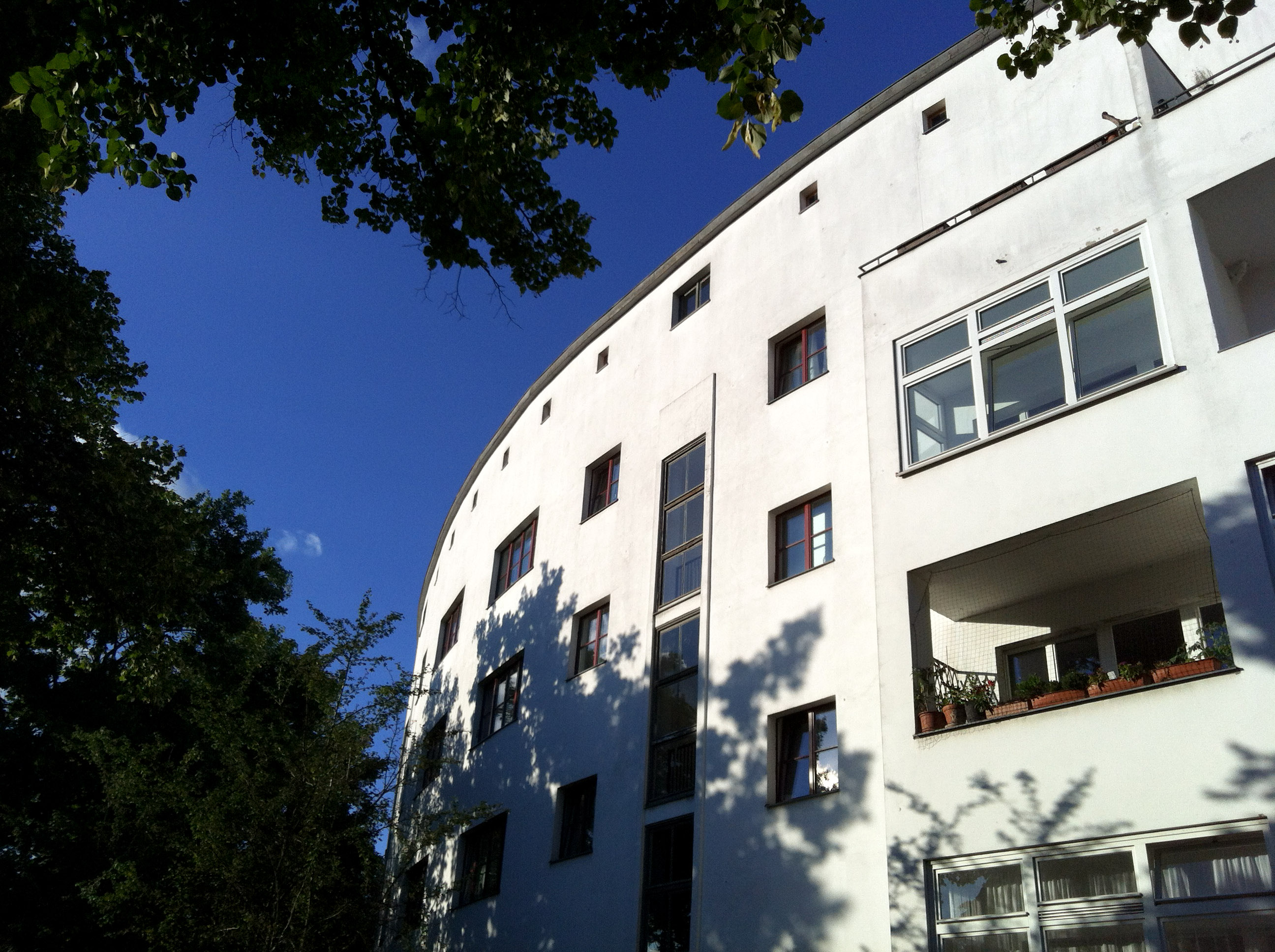
Böjd hus i kvarteret där Henning bodde
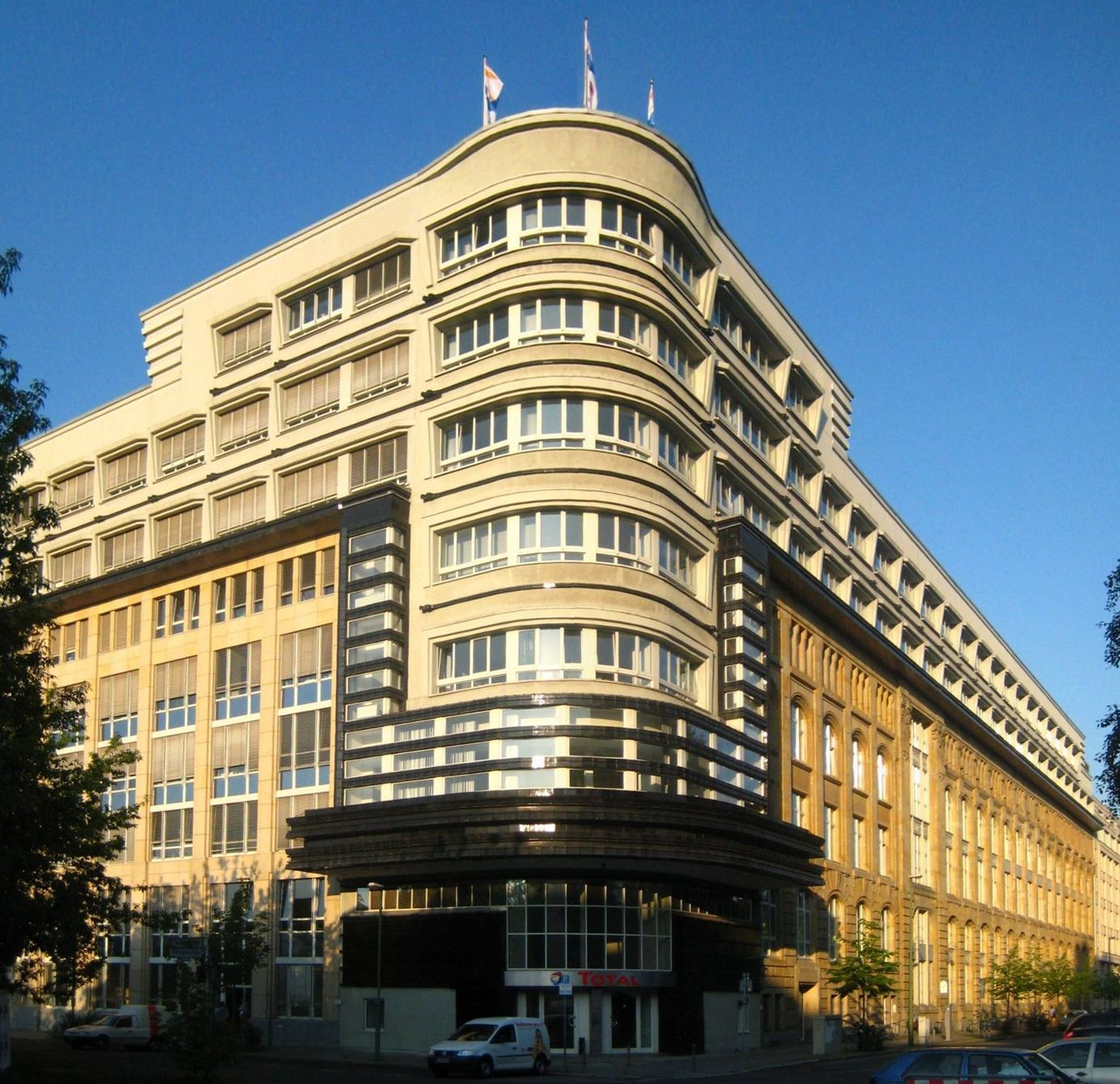
Mossehaus i centrala Berlin, arkitekt Erich Mendelsohn, fasadgestaltning av P. R. Henning